# Právní odvětví
Právní odvětví je funkčně samostatná část systému práva.
Ten se sice především skládá ze všech platných právních norem, lze ho ale teoreticky rozdělit i na větší celky, přičemž základním dělením, pocházejícím již z dob římského práva, je dělení na právo veřejné (ius publicum) a právo soukromé (ius privatum). 
V současnosti se však právo dělí především na konkrétní právní odvětví, která jsou s větší či menší mírou přesnosti zařaditelná právě buď do práva soukromého nebo veřejného. Stejně tak je lze odlišovat jako odvětví práva hmotného nebo procesního. Jednotlivá právní odvětví vznikají především podle kritéria předmětu právní regulace, tedy že právní normy toho kterého odvětví regulují stejný typ společenských vztahů. Dalšími kritérii jsou společné právní instituty a principy a akceptovatelnost samostatnosti právního odvětví ze strany odborné veřejnosti.
U téměř každého právního odvětví hraje nejdůležitější úlohu základní právní předpis, tzv. kodex, např. u práva občanského to je občanský zákoník, u práva trestního hmotného trestní zákoník apod. Žádné však není tvořeno jen jedním právním předpisem, např. právo správní obsahuje velmi mnoho zákonů a ještě více podzákonných předpisů (vyhlášek a nařízení). 

## Jednotlivá právní odvětví

### Soukromoprávní
- občanské právo
- obchodní právo
- pracovní právo
- mezinárodní právo soukromé

### Veřejnoprávní
- ústavní právo
- trestní právo (hmotné a procesní)
- správní právo
- právo sociálního zabezpečení
- finanční právo
- občanské právo procesní (někdy bývá řazeno mezi soukromoprávní[3])
- mezinárodní právo veřejné
- právo Evropské unie

Někteří právní teoretici považují za nejdůležitější právní odvětví právo ústavní, správní, trestní a občanské, jiní právo občanské, obchodní, trestní a správní. Vždy je však jako zvláštní právní odvětví bráno mezinárodní právo veřejné a jeho subsystémy, zejména právo evropské, protože všechna ostatní odvětví, včetně mezinárodního práva soukromého, patří na rozdíl od něj do systému práva vnitrostátního.
V roce 1994 na XIV. světovém kongresu porovnávací právní vědy byla výslovně akceptována tato právní odvětví: občanské právo, mezinárodní právo soukromé, civilní proces, agrární právo, obchodní právo, pracovní právo, letecké a námořní právo, mezinárodní právo veřejné, ústavní právo, správní právo, finanční právo, trestní právo, trestní právo procesní, právo duševního vlastnictví.